# Wahlen 1895
◄◄ | ◄ | 1891 | 1892 | 1893 | 1894 | Wahlen 1895 | 1896 | 1897 | 1898 | 1899 | ► | ►►

Weitere Ereignisse
Einige Wahlen, die im Jahre 1895 stattfanden:
- Wahlen zum Folketing in Dänemark
- Vom 13. Juli bis 7. August allgemeine Wahlen in Großbritannien
- Am 17. November Parlamentswahlen in Portugal
- Allgemeine Wahlen in Liberia
- Gemeindewahlen auf den Philippinen
- Präsidentenwahl in Peru